# Velennes, Oise

Velennes este o comună în departamentul Oise, Franța. În 1 ianuarie 2022 avea o populație de 238 de locuitori.